# Saison 2015-2016 de l'USM Blida
Maillots
Chronologie
Saison précédente Saison suivante
La saison 2015-2016 de l'Union sportive médina de Blida est la 27e saison du club en première division du championnat d'Algérie. Les matchs se déroulent en Ligue 1, et en Coupe d'Algérie.
Le championnat d'Algérie débute le 15 août 2015, avec la première journée de Ligue 1, pour se terminer le  27 mai 2016 avec la dernière journée de cette même compétition.

## Avant-saison

### Tableau des transferts
| Mercato Estival        |                 |                           |                        |          |
| Nom                    | Date            | Transfert (Durée)         | Provenance/Destination | Division |
| Arrivées               |                 |                           |                        |          |
| Abdelkader Laifaoui    | 15 juin 2015    | deux ans                  | USM Alger              | Ligue 1  |
| Adel Djaâdane          | 15 juin 2015    | deux ans                  | MC Oran                | Ligue 1  |
| Mounir Fekih           | 15 juin 2015    | deux ans                  | MC Oran                | Ligue 1  |
| Oussama Mesfar         | 18 juin 2015    | deux ans                  | CA Batna               | Ligue 2  |
| Hicham Chérif          | 19 juin 2015    | deux ans                  | MC Oran                | Ligue 1  |
| Hamza Heriat           | 30 juin 2015    | Fin du contrat (deux ans) | MC Oran                | Ligue 1  |
| Ali Amiri              | 2 juillet 2015  | Prêt (1 an)               | CR Belouizdad          | Ligue 1  |
| Youssouf Benamara      | 14 juillet 2015 | deux ans                  | JS Kabylie             | Ligue 1  |
| Ibrahim Khalil Sylla   | 26 juillet 2015 | deux ans                  | MC Alger               | Ligue 1  |
| Départs                |                 |                           |                        |          |
| Mohammed Ishaq Belhadj | Juin 2015       | Fin de contrat            | OM Arzew               | Ligue 2  |
| Abderaouf Zemmouchi    | Juin 2015       | Résiliation de contrat    | CA Batna               | Ligue 2  |
| Oussad Nasreddine      | Juin 2015       | Résiliation de contrat    | ASM Oran               | Ligue 2  |
| Ramzi Ounnas           | Juillet 2015    | Résiliation de contrat    | -                      | -        |
| Mohamed Lamine Zidane  | Juillet 2015    | Résiliation de contrat    | RC Relizane            | Ligue 1  |
| Réda Bensaid Sayah     | Juillet 2015    | Résiliation de contrat    | MC Saida               | Ligue 2  |
| Sofiane Aibout         | 16 juillet 2015 | Résiliation de contrat    | MC Saida               | Ligue 2  |

| Mercato d'hiver    |                 |                        |                        |          |
| Nom                | Date            | Transfert (Durée)      | Provenance/Destination | Division |
| Arrivées           |                 |                        |                        |          |
| Azzedine Abed      | 12 janvier 2016 | 30 mois                | RCB Oued Rhiou         | DNA      |
| Mohamed Kheloufi   | 12 janvier 2016 | 30 mois                | GC Mascara             | DNA      |
| Amine Nait Slimani | 13 janvier 2016 | 30 mois                | HB Chelghoum Laid      | DNA      |
| Départs            |                 |                        |                        |          |
| Fethi Noubli       | janvier 2016    | Gratuit                | MC El Eulma            | Ligue 2  |
| Adel Djaâdane      | décembte 2015   | Résiliation de contrat |                        |          |
| Oussama Mesfar     | décembte 2015   | Résiliation de contrat |                        |          |

## Compétitions

### Championnat

#### Rencontres
| Date              | J           | Adversaire     | Lieu                                    | Résultat | Buteurs pour l'USMB          | Entraîneur | Références           |
| MATCHS ALLER      |             |                |                                         |          |                              |            |                      |
| 15 août 2015      | 1re journée | ASM Oran       | Stade Habib-Bouakeul - Oran             | 0-0      | -                            | Benchadli  | [ Rapport match 1 ]  |
| 22 août 2015      | 2e journée  | USM El Harrach | Stade des Frères-Brakni - Blida         | 0-1      | -                            | Benchadli  | [ Rapport match 2 ]  |
| 29 août 2015      | 3e journée  | DRB Tadjenanet | Stade Lahoua Smaïl - Mila               | 2-1      | Melika 21e                   | Benchadli  | [ Rapport match 3 ]  |
| 12 septembre 2015 | 4e journée  | MC Alger       | Stade des Frères-Brakni - Blida         | 1-0      | Noubli 62e                   | Benchadli  | [ Rapport match 4 ]  |
| 18 septembre 2015 | 5e journée  | RC Arba        | Stade des Frères-Brakni - Blida         | 1-1      | Bedrane 62e                  | Benchadli  | [ Rapport match 5 ]  |
| 28 septembre 2015 | 6e journée  | NA Hussein Dey | Stade des Frères-Brakni - Blida         | 0-0      | -                            | Benchadli  | [ Rapport match 6 ]  |
| 2 octobre 2015    | 7e journée  | ES Sétif       | Stade du 8-Mai-1945 - Sétif             | 0-0      | -                            | Benchadli  | [ Rapport match 7 ]  |
| 17 octobre 2015   | 8e journée  | MC Oran        | Stade des Frères-Brakni - Blida         | 2-1      | Amiri 5e (pen.), Fekih 90+1e | Bacha      | [ Rapport match 8 ]  |
| 23 octobre 2015   | 9e journée  | CS Constantine | Stade Mohamed-Hamlaoui - Constantine    | 1-1      | Noubli 53e (pen.)            | Bacha      | [ Rapport match 9 ]  |
| 27 octobre 2015   | 10e journée | MO Béjaïa      | Stade des Frères-Brakni - Blida         | 0-0      | -                            | Bacha      | [ Rapport match 10 ] |
| 6 novembre 2015   | 11e journée | JS Kabylie     | Stade du 1er-Novembre-1954 (Tizi-Ouzou) | 0-0      | -                            | Bacha      | [ Rapport match 11 ] |
| 21 novembre 2015  | 12e journée | CR Belouizdad  | Stade des Frères-Brakni - Blida         | 1-1      | Sylla 90e                    | Bacha      | [ Rapport match 12 ] |
| 28 novembre 2015  | 13e journée | RC Relizane    | Stade Tahar Zoughari - Relizane         | 5-1      | Laïfaoui 45e                 | Bacha      | [ Rapport match 13 ] |
| 11 décembre 2015  | 14e journée | JS Saoura      | Stade des Frères-Brakni - Blida         | 2-1      | Amiri 55e, Sylla 66e         | Bacha      | [ Rapport match 14 ] |
| 25 décembre 2015  | 15e journée | USM Alger      | Stade Omar-Hamadi - Alger               | 3-0      | -                            | Bacha      | [ Rapport match 15 ] |
| MATCHS RETOUR     |             |                |                                         |          |                              |            |                      |
| 16 janvier 2016   | 16e journée | ASM Oran       | Stade des Frères-Brakni - Blida         | 1-0      | Amiri 34e (pen.)             | Bacha      | [ Rapport match 16 ] |
| 23 janvier 2016   | 17e journée | USM El Harrach | Stade du 1er-Novembre-1954 (Alger)      | 2-0      | -                            | Bacha      | [ Rapport match 17 ] |
| 30 janvier 2016   | 18e journée | DRB Tadjenanet | Stade des Frères-Brakni - Blida         | 1-1      | Chérif 1re                   | Bacha      | [ Rapport match 18 ] |
| 5 février 2016    | 19e journée | MC Alger       | Stade Omar-Hamadi - Alger               | 0-0      | -                            | Bacha      | [ Rapport match 19 ] |
| 13 février 2016   | 20e journée | RC Arba        | Stade Mustapha Tchaker - Blida          | 1-1      | Abed 24e                     | Bacha      | [ Rapport match 20 ] |
| 27 février 2016   | 21e journée | NA Hussein Dey | Stade du 20-Août-1955 (Alger)           | 2-0      | -                            | Djelloul   | [ Rapport match 21 ] |
| 8 mars 2016       | 22e journée | ES Sétif       | Stade des Frères-Brakni - Blida         | 2-1      | Chérif 9e, Ounnas 72e (pen.) | Djelloul   | [ Rapport match 22 ] |
| 26 mars 2016      | 23e journée | MC Oran        | Stade Ahmed-Zabana - Oran               | 0-0      | -                            | Djelloul   | [ Rapport match 23 ] |
| 2 avril 2016      | 24e journée | CS Constantine | Stade des Frères-Brakni - Blida         | 0-0      | -                            | Djelloul   | [ Rapport match 24 ] |
| 15 avril 2016     | 25e journée | MO Béjaïa      | Stade de l'Unité Maghrébine - Béjaia    | 1-1      | Bedrane 67e                  | Djelloul   | [ Rapport match 25 ] |
| 23 avril 2016     | 26e journée | JS Kabylie     | Stade des Frères-Brakni - Blida         | 0-2      | -                            | Djelloul   | [ Rapport match 26 ] |
| 29 avril 2016     | 27e journée | CR Belouizdad  | Stade du 20-Août-1955 (Alger)           | 1-1      | Bedrane 44e                  | Djelloul   | [ Rapport match 27 ] |
| 13 mai 2016       | 28e journée | RC Relizane    | Stade des Frères-Brakni - Blida         | 1-0      | Boudina 20e                  | Djelloul   | [ Rapport match 28 ] |
| 20 mai 2016       | 29e journée | JS Saoura      | Stade du 20-Août-1955 (Béchar)          | 2-1      | Chérif 64e                   | Djelloul   | [ Rapport match 29 ] |
| 27 mai 2016       | 30e journée | USM Alger      | Stade des Frères-Brakni - Blida         | 1-0      | Melika 58e                   | Djelloul   | [ Rapport match 30 ] |

### Classement
| Rang | Équipe           | Pts | J  | G  | N  | P  | Bp | Bc | Diff |
| ---- | ---------------- | --- | -- | -- | -- | -- | -- | -- | ---- |
| 1    | USM Alger        | 58  | 30 | 17 | 7  | 6  | 49 | 31 | +18  |
| 2    | JS Saoura        | 48  | 30 | 12 | 12 | 6  | 39 | 25 | +14  |
| 3    | JS Kabylie       | 45  | 30 | 12 | 9  | 9  | 27 | 27 | 0    |
| 4    | CR Belouizdad    | 45  | 30 | 11 | 12 | 7  | 40 | 29 | +11  |
| 5    | ES Sétif T S     | 44  | 30 | 11 | 11 | 8  | 31 | 19 | +12  |
| 6    | MO Béjaïa        | 44  | 30 | 11 | 11 | 8  | 33 | 23 | +10  |
| 7    | DRB Tadjenanet P | 43  | 30 | 11 | 10 | 9  | 32 | 30 | +2   |
| 8    | USM El Harrach   | 41  | 30 | 10 | 11 | 9  | 28 | 27 | +1   |
| 9    | CS Constantine   | 42  | 30 | 11 | 9  | 10 | 26 | 32 | -6   |
| 10   | MC Oran          | 40  | 30 | 9  | 13 | 8  | 40 | 35 | +5   |
| 11   | NA Hussein Dey   | 40  | 30 | 10 | 10 | 10 | 31 | 35 | -4   |
| 12   | MC Alger C       | 38  | 30 | 8  | 14 | 8  | 28 | 26 | +2   |
| 13   | RC Relizane P    | 36  | 30 | 8  | 12 | 10 | 36 | 35 | +1   |
| 14   | USM Blida P      | 36  | 30 | 7  | 15 | 8  | 20 | 29 | -9   |
| 15   | RC Arbaâ         | 19  | 30 | 4  | 7  | 19 | 31 | 55 | -24  |
| 16   | ASM Oran         | 18  | 30 | 5  | 3  | 22 | 21 | 54 | -33  |

Qualifications internationales
- Ligue des champions de la CAF 2017
- Coupe de la confédération 2017

Relégation
- Relégation en Ligue 2 2016-2017

Abréviations
T : Tenant du titre

S : Vainqueur de la Supercoupe d'Algérie 2015

C : Vainqueur de la Coupe d'Algérie 2015-2016

P : Promus de Ligue 2 2014-2015

### Coupe d'Algérie

#### Rencontres
| Date                  | Tour          | Adversaire | Stade (ville)            | Résultat          | Buteurs pour l'USMB                   | Références |
| Sam. 19 décembre 2015 | 32e de finale | OM Arzew   | Stade des Frères-Brakni  | 3-2 (a.p)         | Benayada 40e, Sylla 70e, Bendiaf 104e | Rapport    |
| Sam. 9 janvier 2016   | 16e de finale | US Tébessa | Stade du 4-Mars, Tébessa | 1 - 1 7-6 (t.a.b) | Abdelkader Laïfaoui 19e               | Rapport    |

## Statistiques individuelles
mise à jour 15e journée
| Numéro | Nat. | Nom                  | Championnat | Championnat | Championnat | Championnat  | Coupe d'Algérie | Coupe d'Algérie | Coupe d'Algérie | Coupe d'Algérie | Total | Total       | Total  | Total        |
| Numéro | Nat. | Nom                  | M.j.        | But inscrit | Averti      | Carton rouge | M.j.            | But inscrit     | Averti          | Carton rouge    | M.j.  | But inscrit | Averti | Carton rouge |
| ------ | ---- | -------------------- | ----------- | ----------- | ----------- | ------------ | --------------- | --------------- | --------------- | --------------- | ----- | ----------- | ------ | ------------ |
| 2      |      | Adel Djaâdane        |             |             |             |              |                 |                 |                 |                 |       |             |        |              |
| 3      |      | Abdelkader Bedrane   |             |             |             |              |                 |                 |                 |                 |       |             |        |              |
| 4      |      | Abdelkader Laïfaoui  |             |             |             |              |                 |                 |                 |                 |       |             |        |              |
| 5      |      | Abdelkader Benayada  |             |             |             |              |                 |                 |                 |                 |       |             |        |              |
| 6      |      | Tayeb Maroci         |             |             |             |              |                 |                 |                 |                 |       |             |        |              |
| 7      |      | Oussama Mesfar       |             |             |             |              |                 |                 |                 |                 |       |             |        |              |
| 8      |      | Abdellah Boudina     |             |             |             |              |                 |                 |                 |                 |       |             |        |              |
| 9      |      | Ibrahim Khalil Sylla |             |             |             |              |                 |                 |                 |                 |       |             |        |              |
| 10     |      | Mustapha Melika      |             |             |             |              |                 |                 |                 |                 |       |             |        |              |
| 11     |      | Tarek Bendiaf        |             |             |             |              |                 |                 |                 |                 |       |             |        |              |
| 14     |      | Abderr. Mohammedi    |             |             |             |              |                 |                 |                 |                 |       |             |        |              |
| 16     |      | Oussama Litim        |             |             |             |              |                 |                 |                 |                 |       |             |        |              |
| 17     |      | Ali Amiri            |             |             |             |              |                 |                 |                 |                 |       |             |        |              |
| 19     |      | Zakaria Tsamda       |             |             |             |              |                 |                 |                 |                 |       |             |        |              |
| 20     |      | Aziz Benabdi         |             |             |             |              |                 |                 |                 |                 |       |             |        |              |
| 21     |      | El Hadi Ouadah       |             |             |             |              |                 |                 |                 |                 |       |             |        |              |
| 22     |      | Khalfallah Belhaoua  |             |             |             |              |                 |                 |                 |                 |       |             |        |              |
| 23     |      | Fethi Noubli         |             |             |             |              |                 |                 |                 |                 |       |             |        |              |
| 25     |      | Youssouf Benamara    |             |             |             |              |                 |                 |                 |                 |       |             |        |              |
| 26     |      | Hamza Heriat         |             |             |             |              |                 |                 |                 |                 |       |             |        |              |
| 28     |      | Hicham Chérif        |             |             |             |              |                 |                 |                 |                 |       |             |        |              |
| 30     |      | Mounir Fekih         |             |             |             |              |                 |                 |                 |                 |       |             |        |              |
| 31     |      | Hamza Ounnas         |             |             |             |              |                 |                 |                 |                 |       |             |        |              |
| 35     |      | Salim Sami Aït-Ali   |             |             |             |              |                 |                 |                 |                 |       |             |        |              |
| 37     |      | Salim Brahmi         |             |             |             |              |                 |                 |                 |                 |       |             |        |              |

## Statistiques buteurs
| Place | Nom                   | Ligue 1 | Coupe d'Algérie | TOTAL des BUTS |
| 1     | Abdelkader Bedrane    | 3 buts  | -               | 3              |
| 1     | Ali Amiri             | 3 buts  | -               | 3              |
| 1     | Mohamed Hicham Chérif | 3 buts  | -               | 3              |
| 1     | Ibrahim Khalil Sylla  | 2 buts  | 1 but           | 3              |
| 2     | Fethi Noubli          | 2 buts  | -               | 2              |
| 2     | Mustapha Melika       | 2 buts  | -               | 2              |
| 2     | Abdelkader Laïfaoui   | 1 but   | 1 but           | 2              |
| 3     | Hamza Ounnas          | 1 but   | -               | 1              |
| 3     | Mounir Fekih          | 1 but   | -               | 1              |
| 3     | Azzedine Abed         | 1 but   | -               | 1              |
| 3     | Abdellah Boudina      | 1 but   | -               | 1              |
| 3     | Abdelkader Benayada   | -       | 1 but           | 1              |
| 3     | Tarek Bendiaf         | -       | 1 but           | 1              |
| #     | contre son camp       | -       | -               | -              |
| Total | 13 buteurs            | 20 buts | 4 buts          | 24             |

## Statistiques passeurs
| Place | Nom                   | Ligue 1   | Coupe d'Algérie | TOTAL des PASSES |
| 1     | Ali Amiri             | 3 passe   | 1 passe         | 5                |
| 2     | Hamza Ounnas          | 3 passe   | -               | 3                |
| 2     | Mustapha Melika       | 2 passe   | 1 passe         | 3                |
| 3     | Fethi Noubli          | 2 passe   | -               | 2                |
| 3     | Tayeb Maroci          | 2 passe   | -               | 2                |
| 3     | Mohamed Hicham Chérif | 1 passe   | 1 passe         | 2                |
| 4     | Ibrahim Khalil Sylla  | 1 passe   | -               | 1                |
| 4     | Oussama Mesfar        | 1 passe   | -               | 1                |
| 4     | Youcef Benamara       | 1 passe   | -               | 1                |
| 4     | Hamza Heriat          | 1 passe   | -               | 1                |
| Total | 10 passeurs           | 17 passes | 3 passes        | 20               |

## Statistiques collectives
| Compétition     | Matchs | Matchs    | Matchs | Matchs   | But inscrit | But inscrit | But inscrit | Class. | Points | Cartons | Cartons      |
| Compétition     | Joués  | Victoires | Nuls   | Défaites | Bp          | Bc          | Diff        | Class. | Points | Averti  | Carton rouge |
| --------------- | ------ | --------- | ------ | -------- | ----------- | ----------- | ----------- | ------ | ------ | ------- | ------------ |
| Championnat     | 30     | 7         | 15     | 8        | 20          | 29          | -9          | 14e    | 36     | 51      | 4            |
| Coupe d'Algérie | 2      | 1         | 1      | 0        | 4           | 3           | +1          | -      | -      | 4       | 0            |
| Total           | 32     | 8         | 16     | 8        | 24          | 32          | -8          | -      | -      | 55      | 4            |

## Équipementier et sponsors
L'USM Blida ont pour équipementier Sarson Sports USA jusqu'en 2016.
Parmi les sponsors de l'USMB figurent la marque ATM Mobilis, Sosemie (Agro-alimentaire), Groupe SIM (Semoulerie industrielle de la Mitidja), CIEMI (Club des Entrepreneurs et Industriels de la Mitidja).

## Équipe réserve et jeunes

### Équipe espoir U21
L'équipe espoir des Vert sert de tremplin vers le groupe professionnel pour les jeunes du centre de formation ainsi que de recours pour les joueurs de retour de blessure ou en manque de temps de jeu. Elle est entraînée par Mohamed Mekhalfa.
Pour la Ligue 1 U21, les espoirs sont classés huitième en championnat avec (11 victoires, 6 nuls, 13 défaites) et marquent (42 BP, 44 BC) en trente matchs.